# KLM Open 2013
De 21ste editie van de KLM Open vond plaats van 12 tot 15 september 2013 op de Kennemer Golf & Country Club. Titelverdediger was Peter Hanson die verstek liet gaan. Het prijzengeld bedroeg € 1.800.000.
Joost Luiten won na een play-off van Miguel Ángel Jiménez en werd de eerste Nederlandse winnaar sinds 2003.

## Uitslagen
| Naam                 | Score R1 | Score R1 | Nr   | Score R2 | Score R2 | Totaal | Nr  | Score R3 | Score R3 | Totaal | Nr  | Score R4 | Score R4 | Totaal | Nr  | Play-off | Play-off | Play-off |
| -------------------- | -------- | -------- | ---- | -------- | -------- | ------ | --- | -------- | -------- | ------ | --- | -------- | -------- | ------ | --- | -------- | -------- | -------- |
| Joost Luiten         | 69       | -1       | T31  | 65       | -5       | -6     | T7  | 66       | -4       | -10    | 1   | 68       | -2       | -12    | T1  | 4        | 1        |          |
| Miguel Ángel Jiménez | 64       | -6       | 1    | 67       | -3       | -9     | T1  | 70       | par      | -9     | 2   | 67       | -3       | -12    | T1  | 5        | 2        |          |
| Simon Dyson          | 69       | -1       | T31  | 63       | -7       | -8     | T3  | 71       | +1       | -7     | T5  | 68       | -2       | -9     | T3  |          |          |          |
| Damien McGrane       | 65       | -5       | T2   | 70       | par      | -5     | T11 | 67       | -3       | -8     | T3  | 69       | -1       | -9     | T3  |          |          |          |
| Julien Quesne        | 67       | -3       | T9   | 65       | -5       | -8     | T3  | 70       | par      | -8     | T3  | 70       | par      | -8     | 7   |          |          |          |
| Pablo Larrazábal     | 65       | -5       | T2   | 66       | -4       | -9     | T1  | 77       | +7       | -2     | T28 | 66       | -4       | -6     | T9  |          |          |          |
| Oliver Fisher        | 67       | -3       | T9   | 65       | -5       | -8     | T3  | 71       | +1       | -7     | T5  | 72       | +2       | -5     | T11 |          |          |          |
| Robert Allenby       | 65       | -5       | T2   | 71       | +1       | -4     | T20 | 68       | -2       | -6     | T7  | 71       | +1       | -5     | T11 |          |          |          |
| Oscar Florén         | 66       | -4       | T8   | 73       | +3       | -1     | T66 | 67       | -3       | -4     | T12 | 73       | +3       | -1     | T29 |          |          |          |
| Fabrizio Zanotti     | 65       | -5       | T2   | 73       | +3       | -2     | T42 | 71       | +1       | -1     | T34 | 70       | par      | -1     | T35 |          |          |          |
| Thomas Pieters       | 68       | -2       | T19  | 70       | par      | -2     | T42 | 71       | +1       | -1     | T34 | 70       | par      | -1     | T35 |          |          |          |
| David Howell         | 65       | -5       | T2   | 70       | par      | -5     | T11 | 74       | +4       | -1     | T34 | 71       | +1       | par    | T46 |          |          |          |
| Wil Besseling        | 67       | -3       | T9   | 71       | +1       | -2     | T42 | 71       | +1       | -1     | T34 | 73       | +3       | +2     | T51 |          |          |          |
| Jorge Campillo       | 71       | +1       | T82  | 63       | -7       | -6     | T7  | 79       | +9       | +3     | T62 | 71       | +1       | +4     | T58 |          |          |          |
| Rowin Caron (Am)     | 73       | +3       | T126 | 65       | -5       | -2     | T42 | 73       | +3       | +1     | T53 | 74       | +4       | +5     | T65 |          |          |          |

| Leider |  | Toernooirecord |  | MC = missed cut = cut gemist |  | DQ = disqualified |  | WD = withdrawn = teruggetrokken |

## Spelers
| - Felipe Aguilar - Thomas Aiken - Björn Åkesson - Robert Allenby - Kiradech Aphibarnrat - Matthew Baldwin - Seve Benson - Richard Bland - Kristoffer Broberg - Rafa Cabrera Bello - Michael Campbell - Jorge Campillo - Alejandro Cañizares - Magnus A. Carlsson - Paul Casey - Christian Cévaër - SSP Chowrasia - Robert Coles - Nicolas Colsaerts - Matteo Delpodio - Robert-Jan Derksen - Chris Doak - Andrew Dodt - David Drysdale - Victor Dubuisson - Simon Dyson ('06, '09, '11) - Johan Edfors - Peter Erofejeff - Niclas Fasth - Darren Fichardt - Richard Finch - Oliver Fisher - Ross Fisher - Tommy Fleetwood - Oscar Florén - Mark Foster - Marcus Fraser - Lorenzo Gagli - Ignacio Garrido - Jean-Baptiste Gonnet - Ricardo González | - Tano Goya - Richard Green - Emiliano Grillo - Anders Hansen - JB Hansen - Søren Hansen - Pádraig Harrington - Andreas Hartø - Grégory Havret - Scott Henry - David Higgins - Keith Horne - David Horsey - David Howell - Mikko Ilonen - Raphaël Jacquelin - Scott Jamieson - Lasse Jensen - Miguel Á Jiménez (1994) - Michael Jonzon - Alexandre Kaleka - Shiv Kapur - Rikard Karlberg - Simon Khan - Maximilian Kieffer - Søren Kjeldsen - Brooks Koepka - Espen Kofstad - Mikko Korhonen - Jbe' Kruger - Maarten Lafeber (2003) - Joakim Lagergren - Moritz Lampert - José Manuel Lara - Pablo Larrazábal - Peter Lawrie - Craig Lee - Thomas Levet - Alexander Levy - Tom Lewis - Wen-chong Liang | - Chris Lloyd - Gary Lockerbie - Shane Lowry - Joost Luiten - Mikael Lundberg - Callum Macaulay - Morten Ørum Madsen - Matteo Manassero - Andrew Marshall - Gareth Maybin - Richard McEvoy - Paul McGinley - Damien McGrane - Prom Meesawat - James Morrison - Garth Mulroy - Matthew Nixon - Alex Norén - José María Olazábal (1989) - Thorbjørn Olesen - Gary Orr - Hennie Otto - Chris Paisley - John Parry - Eddie Pepperell - Phillip Price - Julien Quesne - Alvaro Quiros - Richie Ramsay - Eduardo de la Riva - Robert Rock - Ricardo Santos - Jeev Milkha Singh - Joel Sjöholm - Lee Slattery - Anthony Snobeck - Matthew Southgate - Graeme Storm - Alessandro Tadini - Simon Thornton - Sam Little | - Mark Tullo - Jaco van Zyl - Simon Wakefield - Anthony Wall - Justin Walters - Paul Waring - Marc Warren - Romain Wattel - Peter Whiteford - Martin Wiegele - Chris Wood - Fabrizio Zanotti Voormalige winnaars - Sven Strüver (1997) PGA Holland - Wil Besseling - Robin Kind - Taco Remkes - Xavier Ruiz Fonhof - Tim Sluiter - Floris de Vries - Inder van Weerelt Wildcards - Kevin Berger - Peter Hedblom - Jin Jeong - Thomas Pieters - Dominic Foos1 (Am) WAGR 105 - Richard Kind - Kevin Phelan - Danny Willett - Ashun Wu Amateurs - Rowin Caron WAGR 140 - David vd Dungen 2 WAGR 342 - Michael Kraaij 3 WAGR 178 - Lars van Meijel WAGR 541 - Robbie van West WAGR 222 |

1 Dominic Foos (1997) kreeg een wildcard maar is nog amateur. Op de wereldranglijst staat hij nummer 59. Hij won in 2012 onder meer het NK Matchplay en het NK  Strokeplay (junioren).

2 David van den Dungen kreeg een wildcard na het winnen van het Brabants Open.

3 Michael Kraaij kreeg een wildcard na het winnen van het Dutch Junior Open, net als in 2007.
1912 ··· 1972 · 1973 · 1974 · 1975 · 1976 · 1977 · 1978 · 1979 · 1980 · 1981 · 1982 · 1983 · 1984 · 1985 · 1986 · 1987 · 1988 · 1989 · 1990 · 1991 · 1992 · 1993 · 1994 · 1995 · 1996 · 1997 · 1998 · 1999 · 2000 · 2001 · 2002 · 2003 · 2004 · 2005 · 2006 · 2007 · 2008 · 2009 · 2010 · 2011 · 2012 · 2013 · 2014 · 2015 · 2016 · 2017 · 2018 · 2019 · 2020